# Boronda
Boronda és una concentració de població designada pel cens dels Estats Units a l'estat de Califòrnia. Segons el cens del 2000 tenia 1.325 habitants.

## Demografia
Segons el cens del 2000, Boronda tenia 1.325 habitants, 309 habitatges, i 269 famílies. La densitat de població era de 897,5 habitants/km².
Dels 309 habitatges en un 53,1% hi vivien nens de menys de 18 anys, en un 63,8% hi vivien parelles casades, en un 13,3% dones solteres, i en un 12,9% no eren unitats familiars. En el 9,7% dels habitatges hi vivien persones soles el 2,9% de les quals corresponia a persones de 65 anys o més que vivien soles. El nombre mitjà de persones vivint en cada habitatge era de 4,27 i el nombre mitjà de persones que vivien en cada família era de 4,42.
Per edats la població es repartia de la següent manera: un 35% tenia menys de 18 anys, un 11% entre 18 i 24, un 29,6% entre 25 i 44, un 14,7% de 45 a 60 i un 9,7% 65 anys o més.
L'edat mediana era de 28 anys. Per cada 100 dones de 18 o més anys hi havia 104,5 homes.
La renda mediana per habitatge era de 46.797 $ i la renda mediana per família de 43.309 $. Els homes tenien una renda mediana de 26.089 $ mentre que les dones 22.692 $. La renda per capita de la població era de 15.365 $. Entorn del 7,6% de les famílies i el 10,9% de la població estaven per davall del llindar de pobresa.

## Poblacions més properes
El següent diagrama mostra les poblacions més properes.